# Huevo (arquitectura)

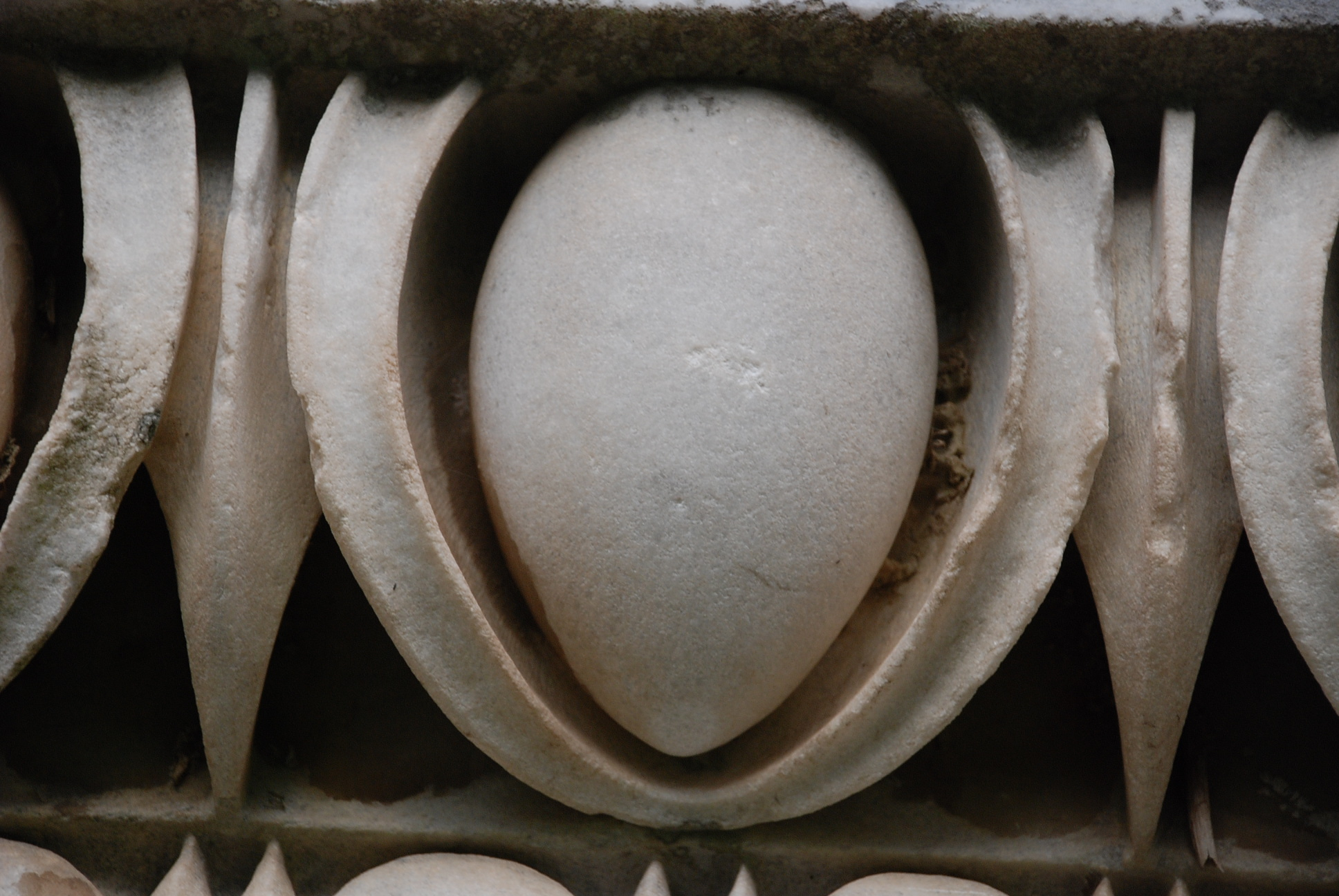
Huevo en el templo de la triada capitolina en Ostia

El huevo es un motivo de ornamentación corriente que tiene esta forma y sirve para decorar por lo común las molduras cuyo perfil es de un cuarto de círculo.
Los huevos contorneados y cubiertos por follajes llevan el nombre de huevos floreados. En general, los huevos están separados unos de otros por dardos agudos o por hojas acuáticas de forma alargada. Los huevos se emplean sobre todo para decorar las molduras de los órdenes antiguos griegos, romanos y del Renacimiento.
Algunas veces, con respecto de ciertos edificios románicos del Mediodía francés se da también el nombre de huevo a un ornato de molduras ejecutado por lo común con gran pureza y consistente por una forma de huevo cuya forma es muy regular. Están opuestos por su parte superior, colocados a poca distancia unos de otros como las cuentas de un rosario pero cuyo engarce no está aparente. A veces, los escultores de la época románica representan una piña medio escondida en el interior del cascarón.
Ciertos autores se sirven abusivamente de la voz huevo para designar la moldura del capitel que se llama equino y la moldura en cuarto de círculo sobre la que están aplicados los huevos.

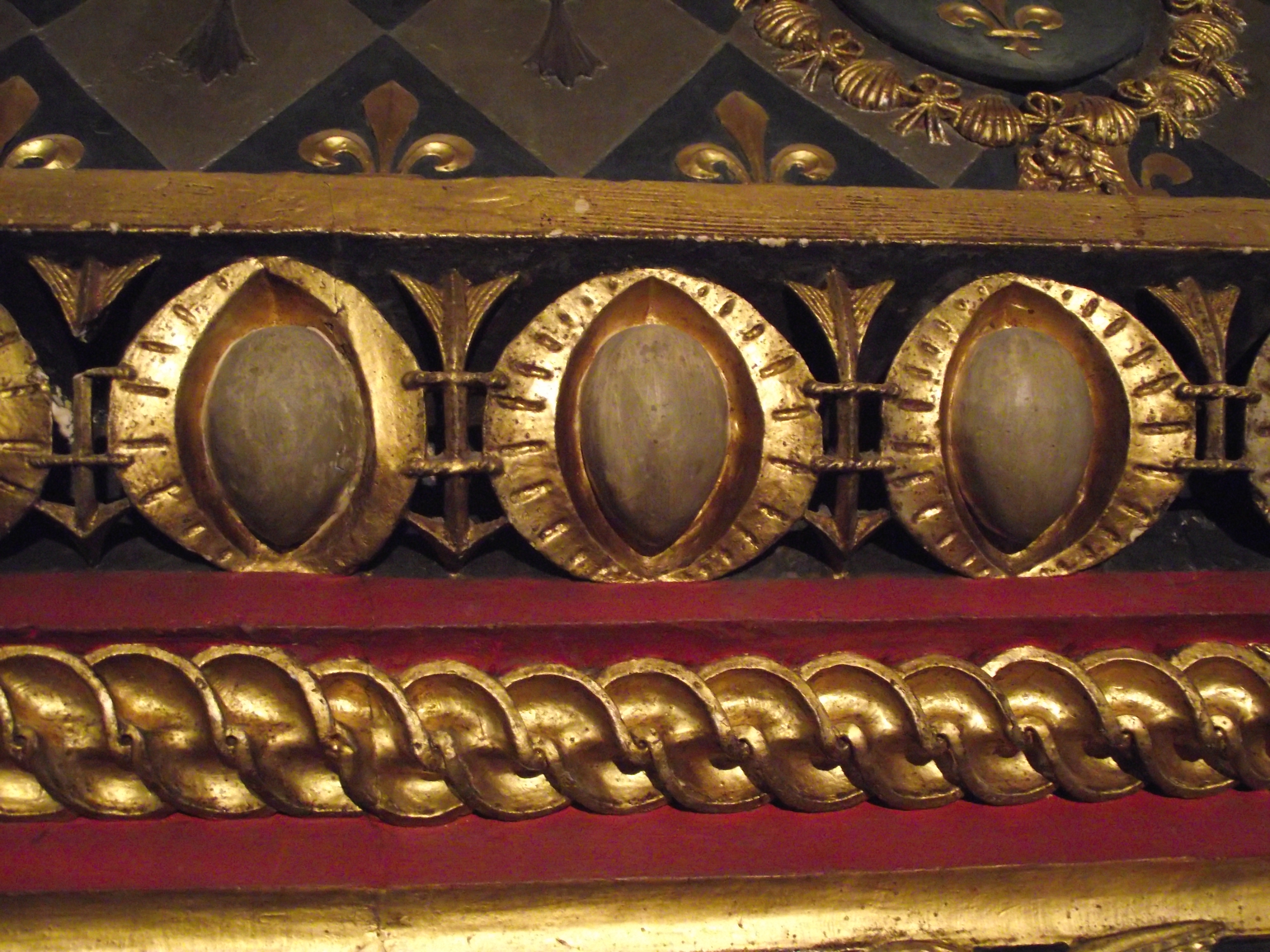
Detalle de la chimenea en el Hotel d'Alluye en Blois (Francia)
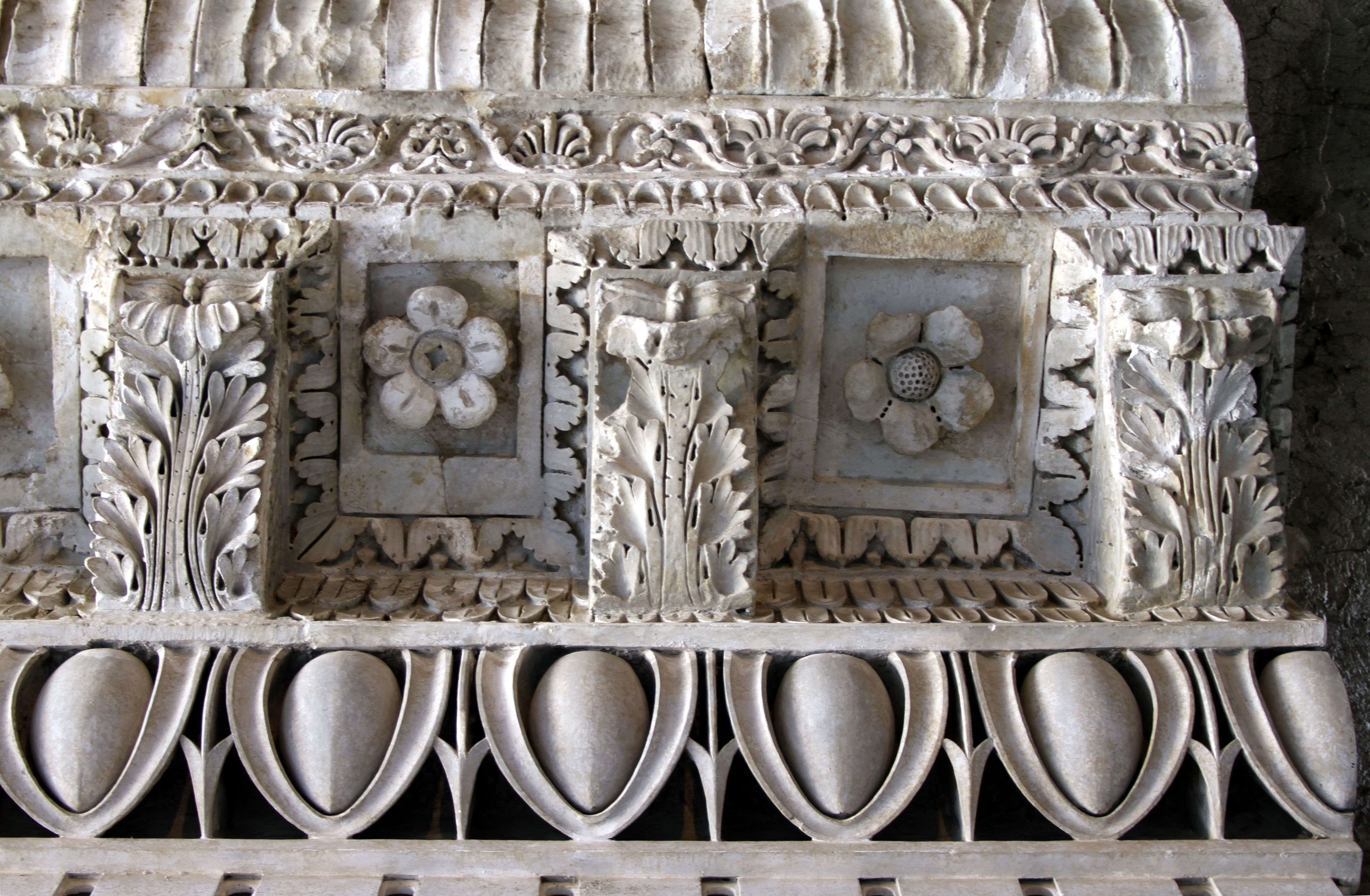
Friso del templo de Vespasiano en Roma
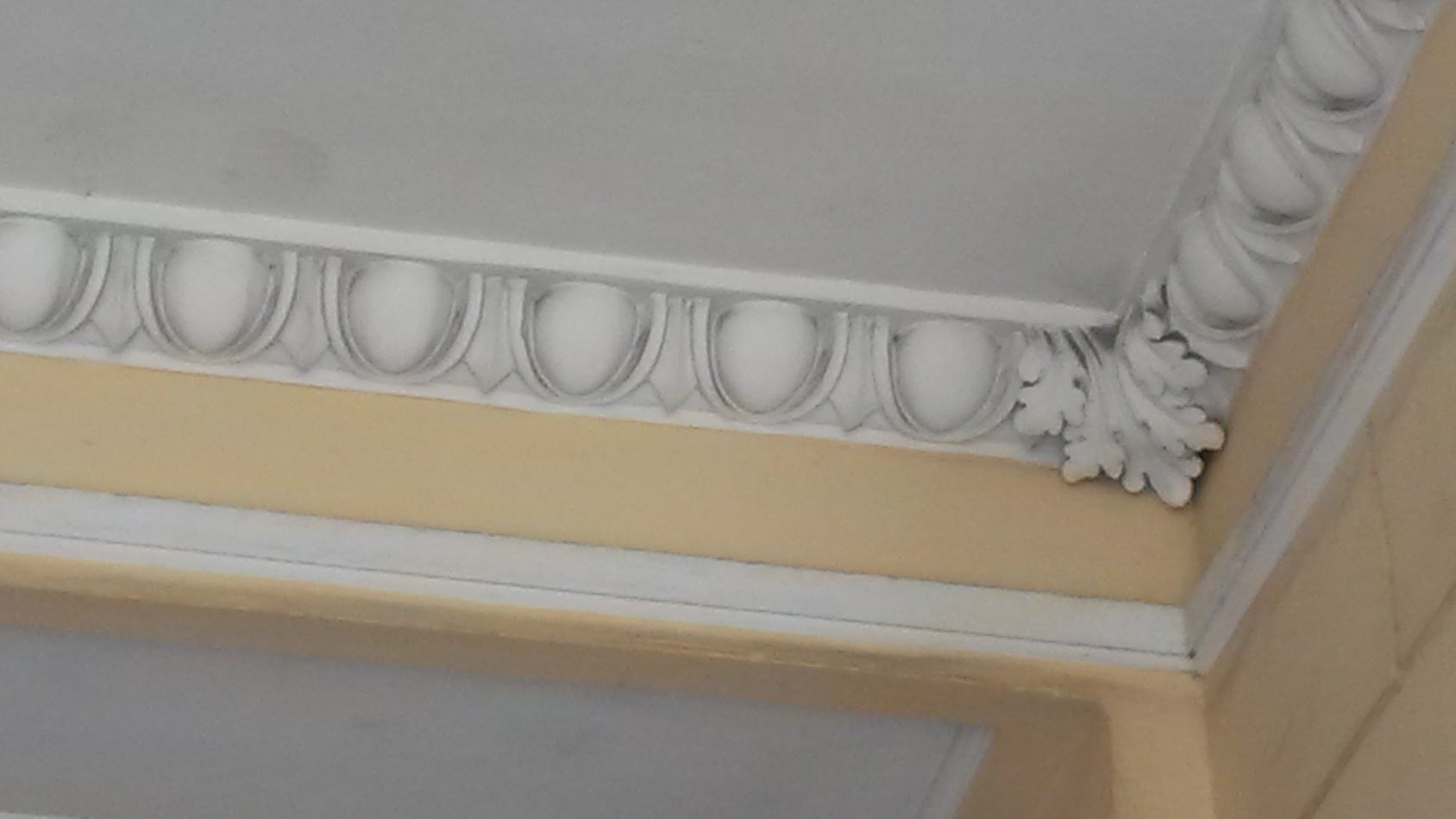
Ornamentación con huevos en una moldura de techo
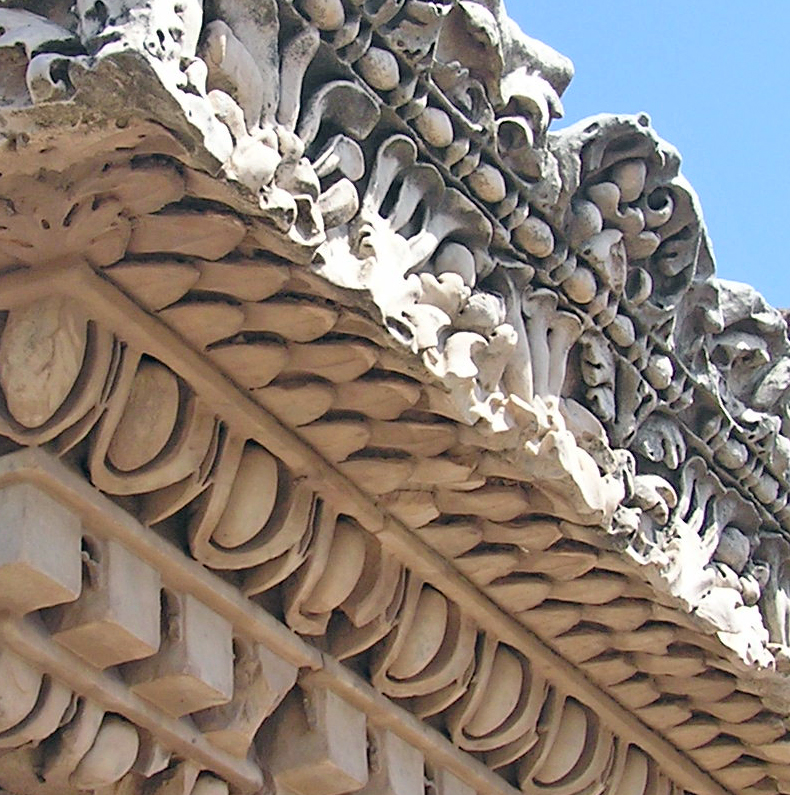
Huevos en una cornisa en Roma